# Bartolomeo Pacca
Bartolomeo Pacca, italijanski rimskokatoliški duhovnik, škof in kardinal, * 23. december 1756, Benevento, † 19. april 1844.

## Življenjepis
14. avgusta 1785 je prejel duhovniško posvečenje. 26. septembra 1785 je bil imenovan za naslovnega nadškofa Tamiathis in 17. aprila 1786 je prejel škofovsko posvečenje.
24. aprila 1786 je bil imenovan za apostolskega nuncija v Nemčiji in 21. marca 1794 za apostolskega nuncija na Portugalskem.
23. februarja 1801 je bil povzdignjen v kardinala in imenovan za kardinal-duhovnika S. Silvestro in Capite.
18. junija 1808 je bil imenovan za uradnika Rimske kurije, 2. oktobra 1818 za kardinal-duhovnika S. Lorenzo in Lucina, 29. novembra 1818 za prefekta Kongregacije za škofe, 21. decembra 1818 je bil imenovan za kardinal-škofa Frascatija, 13. avgusta 1821 še za Porta e Santa Rufine in 5. julija 1830 še za Ostie.